# Section.80
Section.80 ist das Debütalbum des US-amerikanischen Rappers Kendrick Lamar. Es erschien am 2. Juli 2011 über das Musiklabel  Top Dawg Entertainment. Section.80 wurde exklusiv bei iTunes veröffentlicht. Die Stücke HiiiPoWeR und Ronald Reagan Era (His Evil) wurden als Singles ausgekoppelt.

## Titelliste
1. Fuck Your Ethnicity – 3:44
2. Hol’ Up – 2:53
3. A.D.H.D – 3:35
4. No Make-Up (Her Vice) (feat. Colin Munroe) – 3:55
5. Tammy’s Song (Her Evils) – 2:41
6. Chapter Six – 2:41
7. Ronald Reagan Era (His Evils) (feat. RZA) – 3:36
8. Poe Mans Dreams (His Vice) (feat. GLC) – 4:21
9. The Spiteful Chant (feat. ScHoolboy Q) – 5:20
10. Chapter Ten – 1:15
11. Keisha's Song (Her Pain) (feat. Ashtro Bot) – 3:47
12. Rigamortis – 2:48
13. Kush & Corinthians (His Pain) (feat. BJ the Chicago Kid) – 5:04
14. Blow My High (Members Only) – 3:35
15. Ab-Soul's Outro (feat. Ab-Soul) – 5:50
16. HiiiPoWeR – 4:39

## Kritiken
Die E-Zine Laut.de bewertete Lamars Debütalbum mit fünf von möglichen fünf Punkten. Nach der Kritik von Stefan Johannesberg sprenge der Rapper „mit Nasir'scher Straßenpoesie, Wu-Tang zur Ehre reichender Rechtschaffenheit, 2 Pac-Ambivalenz, Q-Tip-Swagger und modern-melancholischen Kanye West-Beats sogar sämtliche Assoziationsgrenzen und Top-Listen 2011.“ In den Texten des Albums tauche Kendrick Lamar „tief ins sozialkritische, aber nie predigende Storytelling“ ein. Die Lieder A.D.H.D. und No Make Up behandeln Lamars „Abneigung gegen Drogen, Pillen und geschminkte Beinahprostitution junger Mädchen.“ Dabei verzichte der Rapper auf den „erhobenen Zeigfinger“. Im „mächtig-bombastischen“ Stück The Spiteful Chant sowie im „soulig-entspannten“ Song Poe Mans Dreams scheinen Kendrick Lamars „Antrieb und die Seele seiner Musik“ besonders durch.

## Kommerzieller Erfolg

### Chartplatzierungen
In den US-amerikanischen Album-Charts stieg Section.80 auf Position 113 ein und hielt sich dort für drei Wochen.
| ChartsChartplatzierungen       | Höchstplatzierung | Wochen |
| ------------------------------ | ----------------- | ------ |
| Vereinigte Staaten (Billboard) | 113 (3 Wo.)       | 3      |

### Auszeichnungen für Musikverkäufe
In der ersten Woche wurden 5.400 Einheiten des Albums verkauft. Bis Oktober 2012 wurde Lamars Debütalbum 78.000 Mal verkauft.
| Land/Region                  | Auszeichnungen für Musikverkäufe (Land/Region, Auszeichnung, Verkäufe) | Verkäufe |
| ---------------------------- | ---------------------------------------------------------------------- | -------- |
| Neuseeland (RMNZ)            | Gold                                                                   | 7.500    |
| Vereinigte Staaten (RIAA)    | Gold                                                                   | 500.000  |
| Vereinigtes Königreich (BPI) | Silber                                                                 | 60.000   |
| Insgesamt                    | 1× Silber · 2× Gold ·                                                  | 567.500  |

Hauptartikel: Kendrick Lamar/Auszeichnungen für Musikverkäufe